# Pelidnota virescens
Pelidnota virescens är en skalbaggsart som beskrevs av Hermann Burmeister 1844. Pelidnota virescens ingår i släktet Pelidnota och familjen Rutelidae. Inga underarter finns listade i Catalogue of Life.